# Schleichera oleosa
Schleichera es un género monotípico de plantas fanerógamas, perteneciente a la familia Sapindaceae. Su única especie, Schleichera oleosa, es originaria del subcontinente indio y el sudeste de Asia.

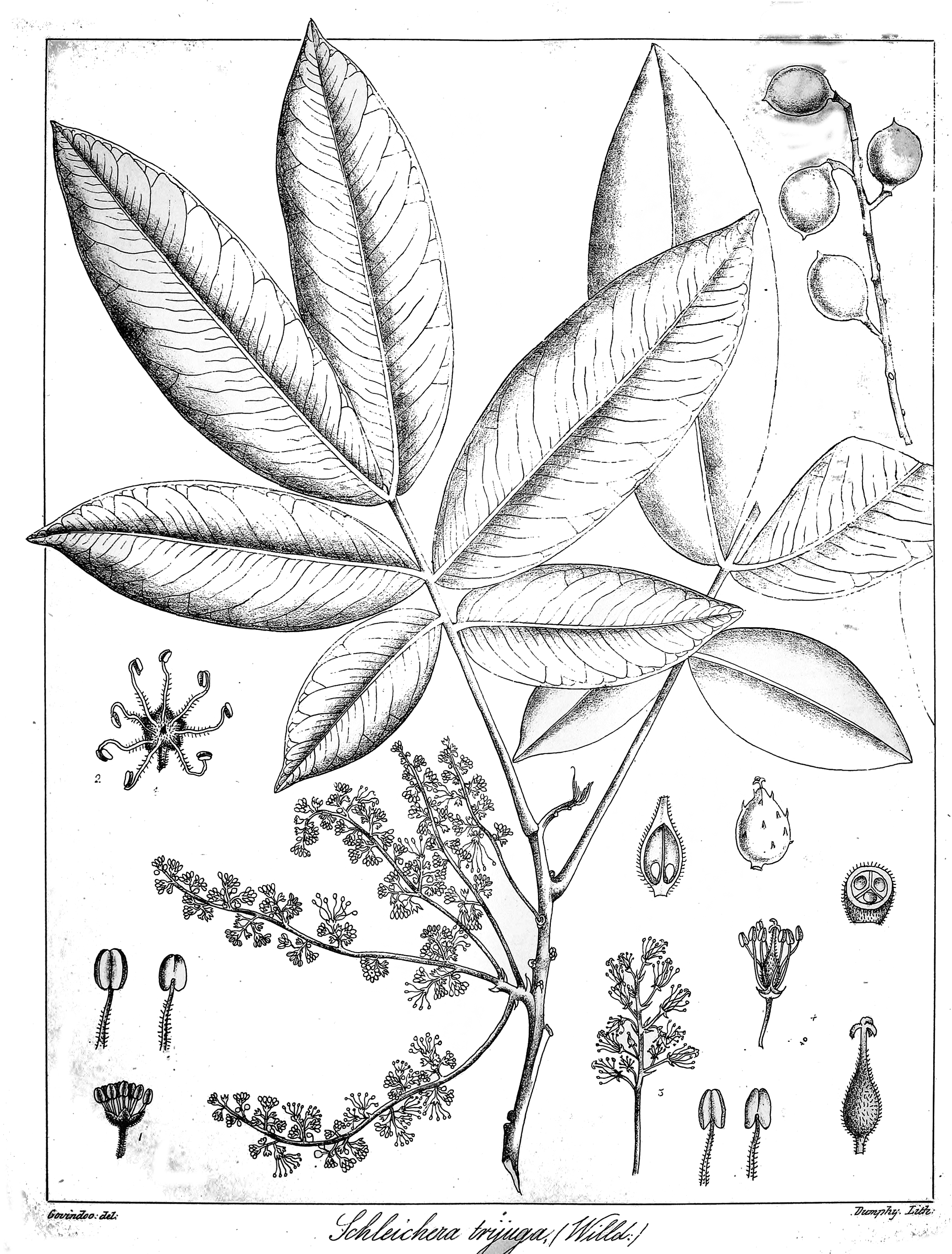

Schleichera oleosa el árbol Kusum, roble de Ceilán roble
En Tailandia este árbol se conoce como takhro (tailandés : ตะคร้อ) o como kho (tailandés : ค้อ), siendo este último un nombre que comparte con Livistona speciosa, una especie de palmera.

## Taxonomía
Schleichera oleosa fue descrita por (Lour.) Merr. y publicado en Interpr. Rumph. Herb. Amboin. 337. 1917.
Sinonimia
- Pistacia oleosa Lour.
- Schleichera oleosa (Lour.) Oken[6]